# Адамич, Карло
Карло Адамич (словен. Karlo Adamič; 2 ноября 1887, Содражица — 8 марта 1945, Сплит) — словенский и хорватский композитор.

## Биография
Адамич был первым из восьми детей в его семье. Он начал заниматься музыкой сразу после начальной школы. Пению, игре на органе, фортепиано и основам гармонии Адамича обучали Лука Армени и его преемник Йосип Ротт, органист из Велике Лаще. В 1906 году окончил органную школу в Любляне. С 1908 по 1922 работал капельмейстером в Сеньском кафедральном соборе, потом перешёл на ту же должность в город Копривница. В 1927 году он сдал экзамен, позволивший ему в 1933 устроиться на работу учителем музыки в Сплитский собор, а перед смертью учителем в женскую гимназию. Отец поэтессы Станиславы Адамич.

## Творчество
В период жизни в Сени Адамич снискал славу плодовитого композитора. В основе его творчества лежала церковная музыка. Он писал мессы, песни для хора, прелюдии для органа и фисгармонии. Некоторые его произведения были опубликованы либо чешскими издательствами, либо им самим.